# J-Village車站
37°14′33″N 141°00′27″E / 37.242583°N 141.0075°E
J-Village車站（日语： Jeivirejji eki */?），位於日本福島縣双葉郡楢葉町，是東日本旅客鐵道（JR東日本）常磐線的鐵路車站。

## 簡介
東京電力在福島縣建有多座發電廠，為回饋當地、促進發展，於是捐資在双葉郡興建一座國家級足球訓練中心「J-Village」。但在2011年3月發生福島第一核電廠事故後，該地方居民全數被疏散，且J-Village被日本政府與東京電力用作核電廠事故的處理據點而長期停用。
直到2015年9月，當地解除避難指示，居民得以返家居住。2018年，J-Village逐步恢復原有體育訓練功能，並計畫於2019年4月20日全面重開，以便日本代表隊備戰2020年東京奧運。但由於J-Village離鐵路車站有一段距離，往來需靠公車接駁，因此當地居民團體於2017年11月向福島縣政府請願，希望能在J-Village設立鐵路車站以便利交通。同年12月22日，JR東日本、福島縣政府及双葉地方町村會到場會勘，商討設站事宜。2018年2月，三方簽定協定書。同年3月28日，設站計劃獲得國土交通省東北運輸局認可，建站經費15億日圓由JR東日本、福島縣政府及双葉地方町村会各負擔三分之一，車站前廣場的整備費用由楢葉町負責。
車站建設工程於2018年5月22日開工，2019年4月20日完工啟用，為平成時代最後一個新開業的鐵路車站。啟用後先做為臨時車站，僅在J-Village有舉辦活動時才停靠列車，2020年3月14日起改為常設車站。

## 歷史
- 2017年（平成29年）
  - 11月9日：双葉地方町村會向福島縣政府表達希望在J-Village附近新設車站[2][8]。
  - 12月22日：JR東日本經檢討後決定設站，並與希望設站的當地自治體交換備忘錄[3]。
- 2018年（平成30年）
  - 3月28日：國土交通省東北運輸局認可新站設站計畫。双葉地方町村會、福島縣與JR東日本三方簽定基本協定書，正式決定建設新站[4][9]。
  - 5月22日：舉行開工儀式[10]。
  - 10月11日：車站正式定名為「J-Village」。
- 2019年（平成31年）
  - 4月17日：車站開業前先開放媒體採訪[11]
  - 4月20日：車站正式開業，至5月6日為止每天均有列車停靠[11][12]。
- 2020年（令和2年）
  - 3月14日：昇格為正式車站[13][14][15]。車站編入東京近郊區間[16]。啟用IC卡「Suica」[16]。

## 車站構造
車站設於常磐線與福島縣道391號廣野小高線交叉口的南側，離J-Village東出入口約170公尺。月台為島式月台一座，上下行兩股軌道共用，因地形的關係，月台呈現A字形，長度約215公尺，可停靠10節車廂的特急列車，並設有電梯與無障礙坡道。為縮短工期，站房與月台使用了5,550個強化保麗龍磚。
進出月台的無障礙坡道牆上繪有足球比賽剪影，列車到站音樂採用日本足球國家隊的加油歌曲《阿依達凱旋進行曲》，月台上設有台座，未來可放置日本國家代表隊優勝獎盃的複製品，充份突顯做為J-Village玄關的意象。

### 月台
| 編號     | 路線    | 方向 | 目的地         |
| -------- | ------- | ---- | -------------- |
| （山側） | ■常磐線 | 下行 | 富岡方向       |
| （海側） | ■常磐線 | 上行 | 磐城、水戶方向 |

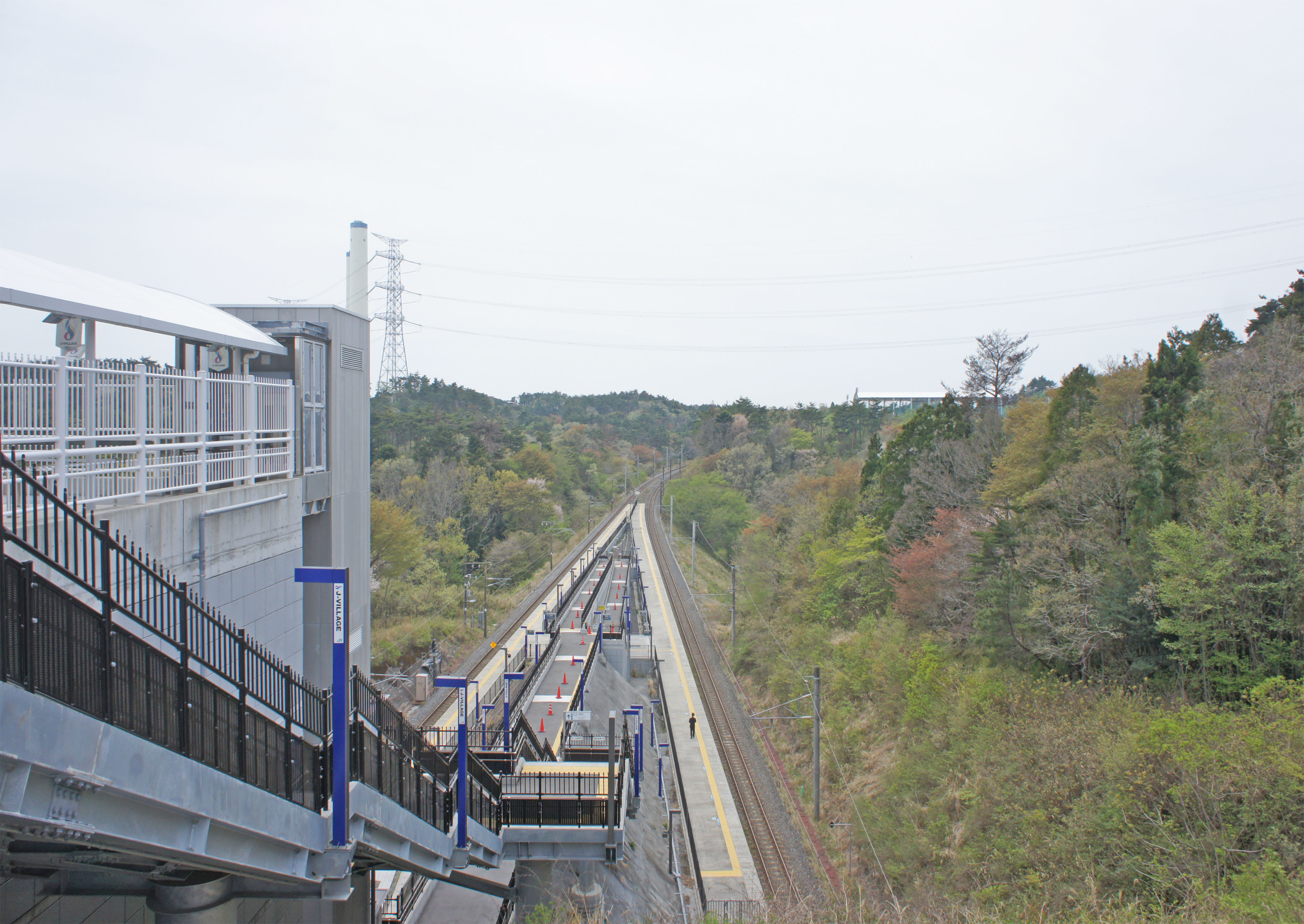
月台（2022年4月）
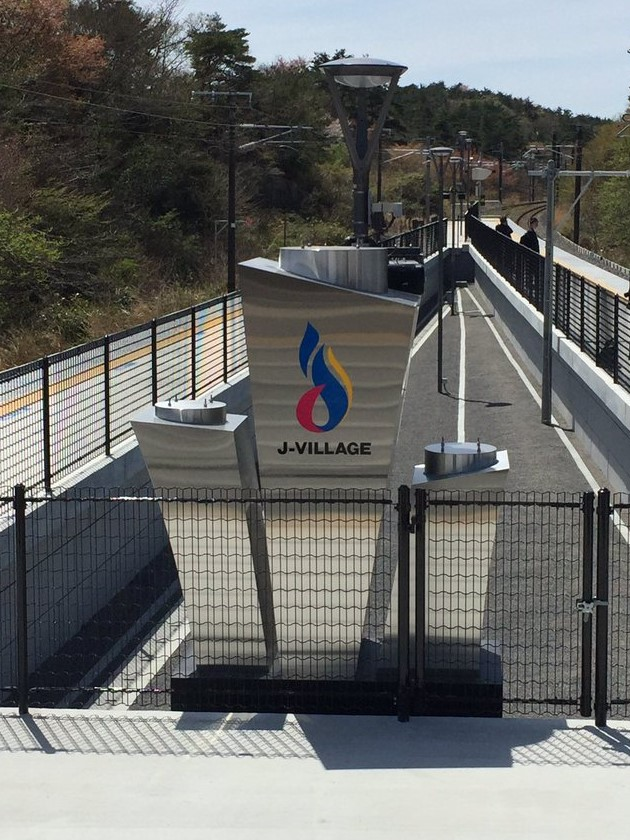
優勝獎座（2019年4月）

## 相鄰車站
東日本旅客鐵道
■常磐線
廣野－J-Village－木戶

## 外部連結
- 車站資訊（J-Village車站）：東日本旅客鐵道